# Шалфейный тетерев
Шалфе́йный те́терев, или полынный тетерев (лат. Centrocercus urophasianus) — североамериканская птица семейства фазановых (Phasianidae).

## Описание
Самцы шалфейного тетерева достигают длины 65—75 см и весят от 1,7 до 2,9 кг; самки значительно мельче и достигают длины 50—60 см и весят от 1,0 до 1,8 кг. Оперение обоих полов с пестринами серого, бурого и белого цвета, нижняя сторона тёмная. Перья хвоста сильно заострённые, располагаясь вертикально за спиной, они расходятся в радиальном направлении. У самца горло окрашено в чёрный цвет, в то время как большие, белого цвета мешки на зобе тянутся вниз до груди и обрамляют великолепное «жабо» нахохленной птицы. Следующий отличительный признак самца — надбровные дуги жёлтого цвета.

## Распространение
Родина шалфейного тетерева — это степи, поросшие полынью на западе Северной Америки, от Канады до Нью-Мексико. В то время как зимой его можно встретить скорее на равнинах, летом он населяет предгорья. В 2000 году обитающая на юго-востоке Юты и на юго-западе Колорадо популяция была выделена в собственный вид Centrocercus minimus.

## Питание
Птица питается преимущественно листьями полыни и травами, реже беспозвоночными. Тем не менее, она не может переваривать жёсткие семена.

## Размножение
В течение зимних месяцев шалфейные тетерева образуют разделённые по полу стаи. Весной они встречаются в местах токования, так называемых токовищах. Самцы занимают участки и начинают в предрассветные часы ухаживание за самкой. Они кружатся и разворачивают веером перья хвоста и крылья. Одновременно они раздувают свои воздушные мешки и снова опустошают их с раскатистыми и взрывными звуками. Самые высокие по рангу самцы оплодотворяют большинство самок, но и низкие по рангу самцы, в зависимости от социального положения, спариваются более или менее часто. Самка откладывает примерно 8 яиц в ямку на земле и одна насиживает их 25—29 дней. Вскоре после вылупления молодые птицы следуют за матерью в поисках корма.